# 普卡拉霍山 (卡塔克區)
9°51′11″S 77°15′23″W / 9.85306°S 77.25639°W
普卡拉霍山（Pucarajo），是秘魯的山峰，位於該國北部安卡什大區，由雷奈伊省的卡塔克區負責管轄，屬於布蘭卡山脈的一部分，海拔高度5,000米。